# Joice (Iowa)
Pour les articles homonymes, voir Joice.
Joice est une ville, du comté de Worth en Iowa, aux États-Unis. Elle est  incorporée le 4 juin 1913.

## Source de la traduction
- (en) Cet article est partiellement ou en totalité issu de l’article de Wikipédia en anglais intitulé « Joice, Iowa » (voir la liste des auteurs).